# Enrico Bruna
Enrico Bruna (Venècia, 11 de novembre de 1880 - Venècia, 7 de febrer de 1921) va ser un remer italià que va competir a començaments del segle xx.
El 1906 va prendre part en els Jocs Intercalats d'Atenes, on guanyà tres medalles d'or en la competició de rem: dos amb timoner, 1.000 metres, dos amb timoner, milla i quatre amb timoner.
El 1911 guanyà el campionat d'Europa de dos amb timoner i el 1919 la de quatre amb timoner dels Jocs Interaliats de París. Bruna va morir tan sols dos anys més tard, amb 40 anys.